# 陶罗湖
陶罗湖（俄语：Озеро Тауро），日称塔路湖（日语：／），是萨哈林州乌格列戈尔斯克区的湖，水域面积3平方公里，集水面积46.5平方公里，沙赫乔尔斯卡亚河注入该湖，向南是普罗托奇诺耶湖。